# Werner Heel
Werner Heel (ur. 23 marca 1982 w Merano) – włoski narciarz alpejski specjalizujący się w konkurencjach szybkościowych. W 2010 roku wystartował na igrzyskach olimpijskich w Vancouver, gdzie zajął czwarte miejsce w supergigancie, przegrywając walkę o podium z Andrew Weibrechtem z USA o 0,02 sekundy. Na rozgrywanych cztery lata później igrzyskach w Soczi wystąpił w zjeździe i supergigancie, jednak plasował się poza czołową dziesiątką. Był też między innymi siódmy w zjeździe podczas mistrzostw świata w Val d’Isère w 2009 roku. Najlepsze wyniki w Pucharze Świata osiągnął w sezonie 2008/2009, kiedy to zajął 16. miejsce w klasyfikacji generalnej, a w klasyfikacji supergiganta uplasował się na drugim miejscu. Był też trzeci w klasyfikacji zjazdu w sezonie 2009/2010. W 2019 r. zakończył karierę.

## Osiągnięcia

### Igrzyska olimpijskie
| Miejsce | Dzień     | Rok  | Miejscowość     | Konkurencja | Czas biegu  | Strata  | Zwycięzca          |
| ------- | --------- | ---- | --------------- | ----------- | ----------- | ------- | ------------------ |
| 12.     | 15 lutego | 2010 | Whistler        | Zjazd       | 1:54,31 min | +0,88 s | Didier Défago      |
| 4.      | 19 lutego | 2010 | Whistler        | Supergigant | 1:30,34 min | +0,33 s | Aksel Lund Svindal |
| 12.     | 9 lutego  | 2014 | Krasnaja Polana | Zjazd       | 2:06,23 min | +0,93 s | Matthias Mayer     |
| 17.     | 16 lutego | 2014 | Krasnaja Polana | Supergigant | 1:18,14 min | +1,60 s | Kjetil Jansrud     |

### Mistrzostwa świata
| Miejsce | Dzień     | Rok  | Miejscowość       | Konkurencja     | Czas biegu  | Strata  | Zwycięzca           |
| ------- | --------- | ---- | ----------------- | --------------- | ----------- | ------- | ------------------- |
| 27.     | 6 lutego  | 2007 | Åre               | Supergigant     | 1:14,30 min | +1,44 s | Patrick Staudacher  |
| DNF     | 8 lutego  | 2007 | Åre               | Superkombinacja | 2:28,99 min | -       | Daniel Albrecht     |
| 14.     | 4 lutego  | 2009 | Val d’Isère       | Supergigant     | 1:19,41 min | +2,47 s | Didier Cuche        |
| 7.      | 7 lutego  | 2009 | Val d’Isère       | Zjazd           | 2:07,01 min | +1,20 s | John Kucera         |
| 8.      | 9 lutego  | 2011 | Ga-Pa             | Supergigant     | 1:38,31 min | +1,82 s | Christof Innerhofer |
| 22.     | 12 lutego | 2011 | Ga-Pa             | Zjazd           | 1:58,41 min | +3,38 s | Erik Guay           |
| 20.     | 6 lutego  | 2013 | Schladming        | Supergigant     | 1:23,96 min | +2,04 s | Ted Ligety          |
| 16.     | 9 lutego  | 2013 | Schladming        | Zjazd           | 2:01,32 min | +2,18 s | Aksel Lund Svindal  |
| 26.     | 5 lutego  | 2015 | Vail/Beaver Creek | Supergigant     | 1:15,68 min | +1,85 s | Hannes Reichelt     |
| 32.     | 7 lutego  | 2015 | Vail/Beaver Creek | Zjazd           | 1:43,18 min | +2,70 s | Patrick Küng        |

### Puchar Świata

#### Miejsca w klasyfikacji generalnej
- sezon 2004/2005: 136.
- sezon 2005/2006: 83.
- sezon 2006/2007: 74.
- sezon 2007/2008: 24.
- sezon 2008/2009: 16.
- sezon 2009/2010: 18.
- sezon 2010/2011: 34.
- sezon 2011/2012: 97.
- sezon 2012/2013: 16.
- sezon 2013/2014: 40.
- sezon 2014/2015: 38.

#### Zwycięstwa w zawodach
1. Kvitfjell   – 29 lutego 2008 (zjazd)
2. Val Gardena   – 19 grudnia 2008 (supergigant)
3. Åre   – 12 marca 2009 (supergigant)

#### Pozostałe miejsca na podium w zawodach
1. Kvitfjell   – 1 marca 2008 (zjazd) – 3. miejsce
2. Lake Louise – 28 listopada 2009 (zjazd) – 2. miejsce
3. Val d’Isère – 12 grudnia 2009 (supergigant) – 3. miejsce
4. Kitzbühel – 23 stycznia 2010 (zjazd) – 3. miejsce
5. Val Gardena – 14 grudnia 2012 (supergigant) – 3. miejsce
6. Kvitfjell – 3 marca 2013 (supergigant) – 3. miejsce

- W sumie (3 zwycięstwa, 1 drugie i 5 trzecich miejsc).